# Hiroki Higuchi
Hiroki Higuchi (født 16. april 1992) er en japansk fodboldspiller, som spiller for den japanske fodboldklub Fukushima United FC.